# Anton 90
Anton 90 er en dansk komedie-serie fra 2015, som er skrevet af Jacob Katz Hansen og Rasmus Olsen og instrueret af Martin Skovbjerg Jensen for DR3. Serien består af 10 afsnit af ca. 8 minutter, og medvirkende i serien er Allan Hyde, Emma Sehested Høeg, Elena Arndt-Jensen og Jens Christian Buskov Lund.
Serien følger den unge Anton, som ikke rigtigt kunnet tage sig sammen til noget siden gymnasiet, arbejder stadig i et usselt biludlejningsfirma, bor i et grimt højhus, er forelsket i den æggende Ida, men forfalder til den blanke Katharina fra bagerforretningen, mens hans bedste ven, den homoseksuelle Stefan, prøver at hanke op i ham og hans tilværelse. Serien er unik, da alt ses fra Antons subjektive point of view og seerne får dermed aldrig Antons ansigt at se.

## Medvirkende
- Allan Hyde som Anton, hovedperson.
- Aske Bang som Bertram, Antons chef
- Emma Seheste Høeg som Katharina, bagerekspedient og åbenlyst forelsket i Anton.
- Jens Christian Buskov Lund som Stefan, Antons bedste ven.
- Elena Arndt-Jensen som Ida, Antons store forelskelse.